# Nenad Trinajstić
Nenad Trinajstić (Zagreb, 26. listopada 1936. – Zagreb, 27. kolovoza 2021.), bio je hrvatski kemičar i akademik. Jedan je od najcitiranijih hrvatskih kemičara.

## Životopis
Dr. Trinajstić diplomirao je 1960. godine na Tehnološkom fakultetu u Zagrebu, gdje je i magistrirao 1966. godine, te doktorirao 1967. godine. Doktorska disertacija pod naslovom Elektronska struktura nekih višeatomnih molekula bila je prva disertacija iz kvantne kemije u Hrvatskoj uopće. Disertacija, iako obranjena u Jugoslaviji, bila je izrađena u Engleskoj. Poslijedoktorsku specijalizaciju odradio je u Sjedinjenim Američkim Državama.
Nakon diplome, kratko je radio i u Plivi, a 1962. godine prešao je na Institut Ruđer Bošković na kojem je radio do umirovljenja 2001. godine. Na institutu je bio i voditelj Grupe za teorijsku kemiju te predstojnik Zavoda za fizičku kemiju.
U znanstvena zvanja biran je 1967. (znanstveni suradnik), 1971. (viši znanstveni suradnik), te 1977. godine (znanstveni savjetnik), dok je u znanstveno-nastavna zvanja na Prirodoslovno-matematičkom fakultetu biran 1970. (docent), 1973. (izvanredni profesor) te 1977. godine (redoviti profesor).
Bio je član uredništva mnoštva časopisa, a od udruga član je Matice hrvatske od 1955., Hrvatskoga kemijskog društva od 1960., Družbe "Braća hrvatskog zmaja" od 1991., Hrvatske akademije znanosti i umjetnosti od 1992. godine kao i mnogih drugih.
Znanstveni interes pokazivao je u području kvantne kemije, matematičke kemije, računalne kemije, povijesti kemije te u filozofiji prirodnih znanosti.
Mentorirao je 15 diplomskih, 12 magistarskih i 20 doktorskih radova. Objavio je više od 550 znanstvenih radova, stotinjak stručnih radova i dvjestotinjak radova iz popularizacije kemije te 14 knjiga.
Supruga Judita darovala je po njegovoj smrti HAZU-u znanstvenu građu iz obiteljske knjižnice.

## Djela
Nepotpun popis:
- Molekularne orbitale u kemiji,  Školska knjiga, Zagreb, 1974.
- Simetrija molekula, suautori Leo Klasinc, Zvonimir Maksić; Školska knjiga, Zagreb, 1979.
- Ogledi o znanosti i znanstvenicima, Matica hrvatska, Zagreb, 1998.
- 100 hrvatskih kemičara, Školska knjiga, Zagreb, 2002.
- Krešimir Balenović: 1914. – 2003., ur., Hrvatska akademija znanosti i umjetnosti, Zagreb, 2004.
- Dionis Emerik Sunko: 1922. – 2010., ur., Hrvatska akademija znanosti i umjetnosti, Razred za matematičke, fizičke i kemijske znanosti, Zagreb, 2011.
- Hrvatska kemija u 20. stoljeću: ljudi i događaji, suautorica Snježana Paušek-Baždar, Hrvatska akademija znanosti i umjetnosti - Školska knjiga, Zagreb, 2014.
- Nikola Kallay: 1942. – 2015., ur., Hrvatska akademija znanosti i umjetnosti, Zagreb, 2016.
- Život u znanosti: uspomene iz nepovrata, Hrvatska akademija znanosti i umjetnosti, Zagreb, 2016.

## Nagrade
- 1972.: Nagrada grada Zagreba
- 1982.: Republička nagrada za znanost "Rugjer Bošković"
- 1986.: američka nagrada MASUA-e "Distinguished Foreign Scholar"